# Beasts of No Nation (Film)
Beasts of No Nation ist ein US-amerikanisches Kriegs-Drama des Regisseurs Cary Joji Fukunaga und basiert auf dem gleichnamigen Buch von Uzodinma Iweala. Als erster Film überhaupt wurde er gleichzeitig in einigen Kinos und auf Netflix veröffentlicht. In Deutschland ist der Film bisher nur auf Netflix zu sehen.
Der Film erzählt die Geschichte des Jungen Agu, der in einem westafrikanischen Bürgerkriegsland zwischen die Fronten gerät und zum Kindersoldaten ausgebildet wird.

## Handlung
Der Junge Agu wohnt zusammen mit seiner Familie in einem unbenannten westafrikanischen Land, in dem Bürgerkrieg herrscht. Sein Dorf befindet sich in einer Pufferzone.
Der scheinbare Frieden währt jedoch nicht lange, denn das Dorf wird von herannahenden Soldaten angegriffen und letztendlich erobert. Agus Mutter kann mit seiner kleinen Schwester noch rechtzeitig fliehen, während er mit seinem Vater und größeren Bruder zurückbleibt. Sie versuchen sich vor den Soldaten zu verstecken, werden aber gefasst. Eine im Dorf lebende, etwas wahnsinnige Frau bezichtigt sie aus Rache als Kollaborateure der Rebellen, woraufhin der Anführer der Soldaten sie zum Tode verurteilt. Nur Agu kann vor der Hinrichtung in den Dschungel fliehen.
Hier wird er nach einiger Zeit von einer Einheit der Rebellen, welche Angehörige der Native Defence Force (NDF) sind, aufgelesen. Diese drohen ihm zuerst mit dem Tod, nehmen ihn dann aber doch als Kindersoldaten in ihre Reihen auf. Schnell verliert er in den Reihen der Rebellen seine kindliche Unschuld und wird gezwungen, erwachsen zu werden. So zwingt ihn der nur „Commandant“ genannte Anführer der Rebelleneinheit, einen unbewaffneten Mann zu töten. Dies ist der Anfang verschiedenster brutaler Taten, welche er im Laufe seines Initiationsritus bei den Rebellen ausführen muss. Im Laufe der Zeit stumpft er durch die Schrecken des Krieges zunehmend ab. So werden Plünderungen, Drogenkonsum, Vergewaltigungen, Morde und Hunger bald alltäglich. Immer wieder werden Patrouillen oder Fahrzeuge der UN gezeigt, die aber die Rebellen nicht behelligen. In einer Szene sind die Soldaten gerade auf dem Weg um ein Massaker an „Kollaborateuren“ zu verüben, bei denen sie niemanden am Leben lassen sollen, als ihnen ein Konvoi der UN entgegenkommt, von dem sie jedoch lediglich fotografiert werden. Ungestört massakrieren die Soldaten daraufhin die Stadt.
Agu freundet sich mit „Strika“, einem anderen Kindersoldaten der Einheit, an. Strika wird vom Commandanten regelmäßig missbraucht. Später wird auch Agu vom Commandanten vergewaltigt. Anschließend werden beide in seine Leibwache aufgenommen.
Durch seine Erfolge wird der Kommandant schließlich zu Dada Goodblood, dem Oberkommandanten der Rebellen, gerufen. Dieser hatte ihm die Beförderung zum General und die Einnahme der Hauptstadt versprochen. Vor Ort wird ihm aber aus politischen Gründen lediglich eine Degradierung angeboten. Zudem soll er das Kommando über seine Einheit an seinen Stellvertreter abgeben. Unzufrieden mit der Situation sagt er sich von den Rebellen los und möchte mit seiner Einheit eigenes Land in Besitz nehmen.
Agu ist mittlerweile abgestumpft und hat jegliches Zeitgefühl verloren. Er weiß nur noch, dass er vor dem Krieg ein glückliches Kind war, das durch die Ereignisse gezwungen wurde, erwachsen zu werden. Er möchte das Töten einstellen, fürchtet aber, vom Kommandanten dafür getötet zu werden.
Der Plan des Kommandanten geht währenddessen nicht auf. Den Unterhalt seiner Einheit wollte er mit Gold finanzieren, welches aber trotz intensiver Schürfarbeiten seiner Soldaten nicht gefunden wird. Desillusioniert, hungernd und ohne Munition verlassen ihn seine Soldaten schlussendlich und ergeben sich einer Patrouille der UN.
Agu wird mit den anderen Kindern seiner Einheit in eine Rehabilitationseinrichtung für Kindersoldaten gebracht. Hier erholt er sich langsam, möchte aber nicht über seine Taten sprechen. Er erzählt lediglich davon, dass er vor dem Krieg ein glückliches Kind aus einer glücklichen Familie war, die ihn geliebt hat. Einige Kindersoldaten verlassen die Einrichtung, um wieder zu kämpfen, doch Agu bleibt und schließt sich in der letzten Szene des Films den anderen Kindern der Einrichtung beim Schwimmen im Ozean an.

## Produktion
Die Dreharbeiten begannen am 5. Juni 2014 in Ghana, nachdem Cary Joji Fukunaga über sieben Jahre am Drehbuch gearbeitet hatte. Hauptdrehorte waren vor allem die Eastern Region in Ghana.
Die internationalen Vertriebsrechte konnte sich Netflix für rund zwölf Millionen US-Dollar sichern. Die Veröffentlichung fand gleichzeitig am 16. Oktober 2015 auf Netflix und in einigen Kinos statt. Da somit das traditionell exklusiv den Kinos zustehende Auswertungsfenster von 90 Tagen entfiel, wurde die Kinoveröffentlichung des Films durch die vier größten amerikanischen Kinoketten boykottiert.

## Synchronisation
Die deutsche Synchronisation entstand nach einem Dialogbuch und unter der Regie von Andreas Pollak im Auftrag der Studio Hamburg Synchron GmbH.
| Darsteller           | Sprecher           | Rolle          |
| -------------------- | ------------------ | -------------- |
| Idris Elba           | Jan-David Rönfeldt | Kommandant     |
| Abraham Attah        | Noah Liebscher     | Agu            |
| Kobina Amissah-Sam   | Thomas Nero Wolff  | Agus Vater     |
| Gifty Mawena Sossavi | Dana Friedrich     | Amy            |
| Jude Akuwudike       | Roman Kretschmer   | Dada Goodblood |
| Brimah Watara        | Viktor Neumann     | Deputy         |
| Kurt Egyiawan        | Tim Sander         | Two IC         |

## Rezeption

### Kritik
Der Film wurde in den Kritiken überaus positiv angenommen. Vor allem die schauspielerischen Leistungen von Elba und Attah wurden herausgehoben. Bei Metacritic erhielt der Film einen Metascore von 79/100 basierend auf 30 Rezensionen, bei Rotten Tomatoes waren 134 der 146 Rezensionen positiv.

### Auszeichnungen und Nominierungen
Bei den Internationalen Filmfestspielen von Venedig 2015 befand sich der Film im Wettbewerb um den Goldenen Löwen. Abraham Attah wurde für seine schauspielerische Leistung mit dem Marcello-Mastroianni-Preis ausgezeichnet. Zudem erhielt der Film den CITC – UNESCO 2015 Award. Bei den Independent Spirit Awards 2016 wurde der Film in fünf Kategorien nominiert: Bester Film, Beste Regie, Bester Haupt- und Bester Nebendarsteller sowie Beste Kamera. Idris Elba errang eine Golden-Globe-Nominierung sowie den Screen Actors Guild Award jeweils als Bester Nebendarsteller.